# Jacob Weiss
Pour les articles homonymes, voir Weiss.
Jacob Weiss (ou Jakob Weys, Weis) est un orfèvre actif à Strasbourg au début du XVIIe siècle.

## Biographie
Sa biographie n'est pas établie.
Jacob Weys est reçu maître à Strasbourg en 1613, comme en témoigne la table d'insculpation II des orfèvres, conservée au musée historique de Strasbourg.

## Œuvre

### Ostensoir-monstrance
Le musée historique de Haguenau expose un grand ostensoir (ou « monstrance à cylindre») réalisé par Jacob Weiss en 1629 et appartenant au Trésor de l'église Saint-Georges de Haguenau. 
Le conservateur Hans Haug désigne Jacob Weiss comme l'un des orfèvres strasbourgeois les plus en vue du XVIIe siècle et fait l'éloge de cet ostensoir « où l'on voit refleurir, comme dans les œuvres d'Uhlberger et Dietterlin, la grammaire ornementale du gothique flamboyant ».
En argent partiellement doré, d'une hauteur de 82 cm, l'objet repose sur un pied hexagonal polylobé, sur le ressaut duquel figure cette inscription, en allemand et en majuscules latines, donnant les noms des trois commanditaires et de l'orfèvre strasbourgeois, ainsi que la date du 3 mars 1629 :

« DISE MONSTRANTZ IST ZVE EHRN GOTTES, DVRCH DEN EDLEN HOCHGELEHRTEN, EHRNVESTEN VND WEISEN, H : OTTO HEINRICH WESTERMEIER DER RECTEN (sic) LICENTIAT, VND ALTER STETMEISTER ALHIE, VND H : IOHANN RINGENDORFERN BEDEN DES WERCKS WOLVERORDNETEN  H: PFLEGER, VND  GREGORIVM LAVWELN DER ZEIT SCHAFNER, ZVE MACHEN VERDINGT WORDEN, DEM EHRNHAFTEN VND KVNSTREICHEN, H : IACOB WEISEN BVRGER VND GOLDSCHMIDT IN STRASBVRG. ACTVM DEN 3. MARTI ANNO 1629. »

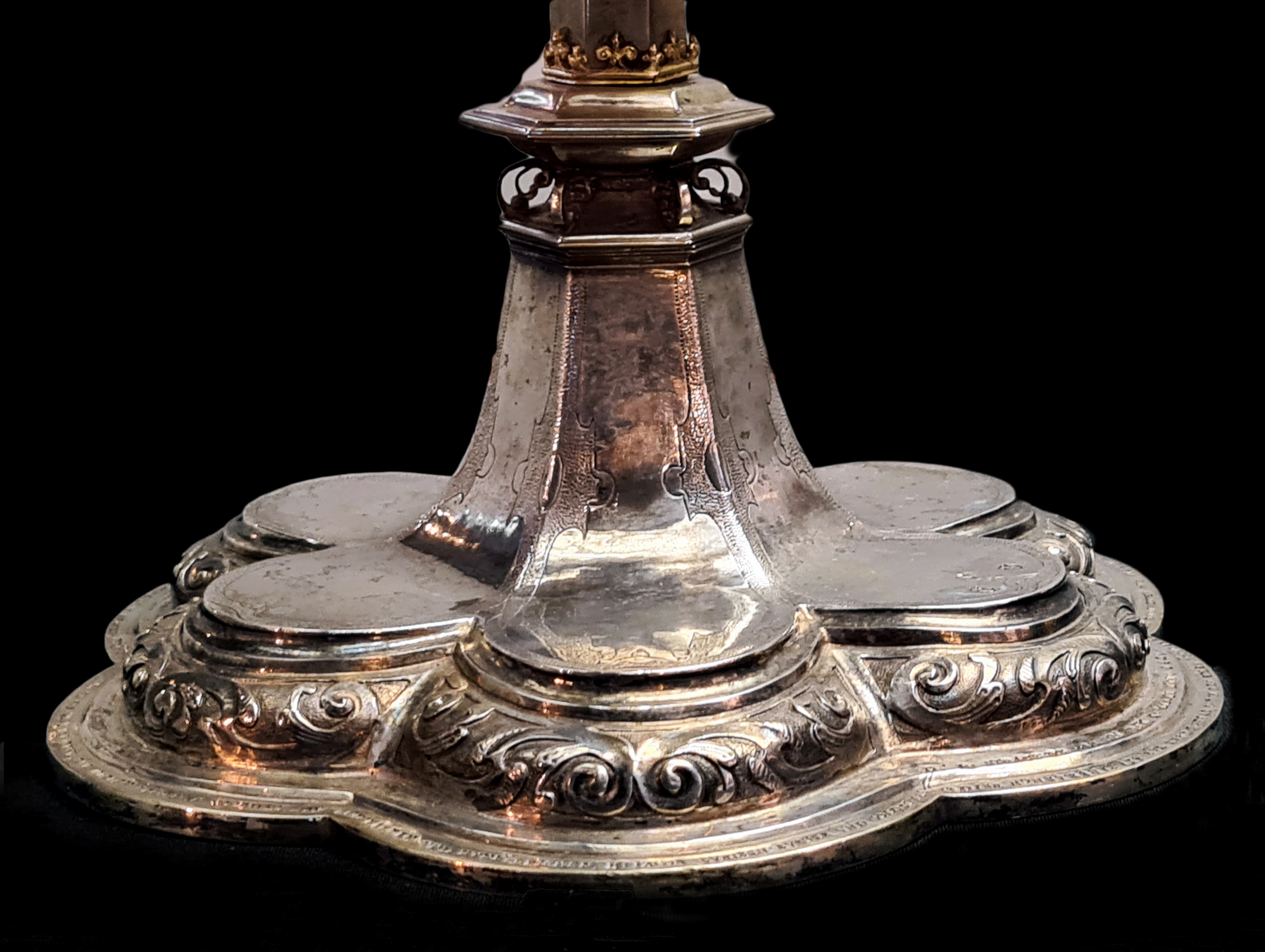
Pied hexagonal polylobé avec inscriptions gravées.

La partie supérieure est dotée de trois arcs-boutants de style gothique, garnis de pinacles et de niches recevant les statuettes dorées de saint Georges, saint Pierre et saint Jean. Une flèche abritant la Vierge et l'Enfant dans une mandorle à rayons flammés domine l'ensemble.

Vues partielles.
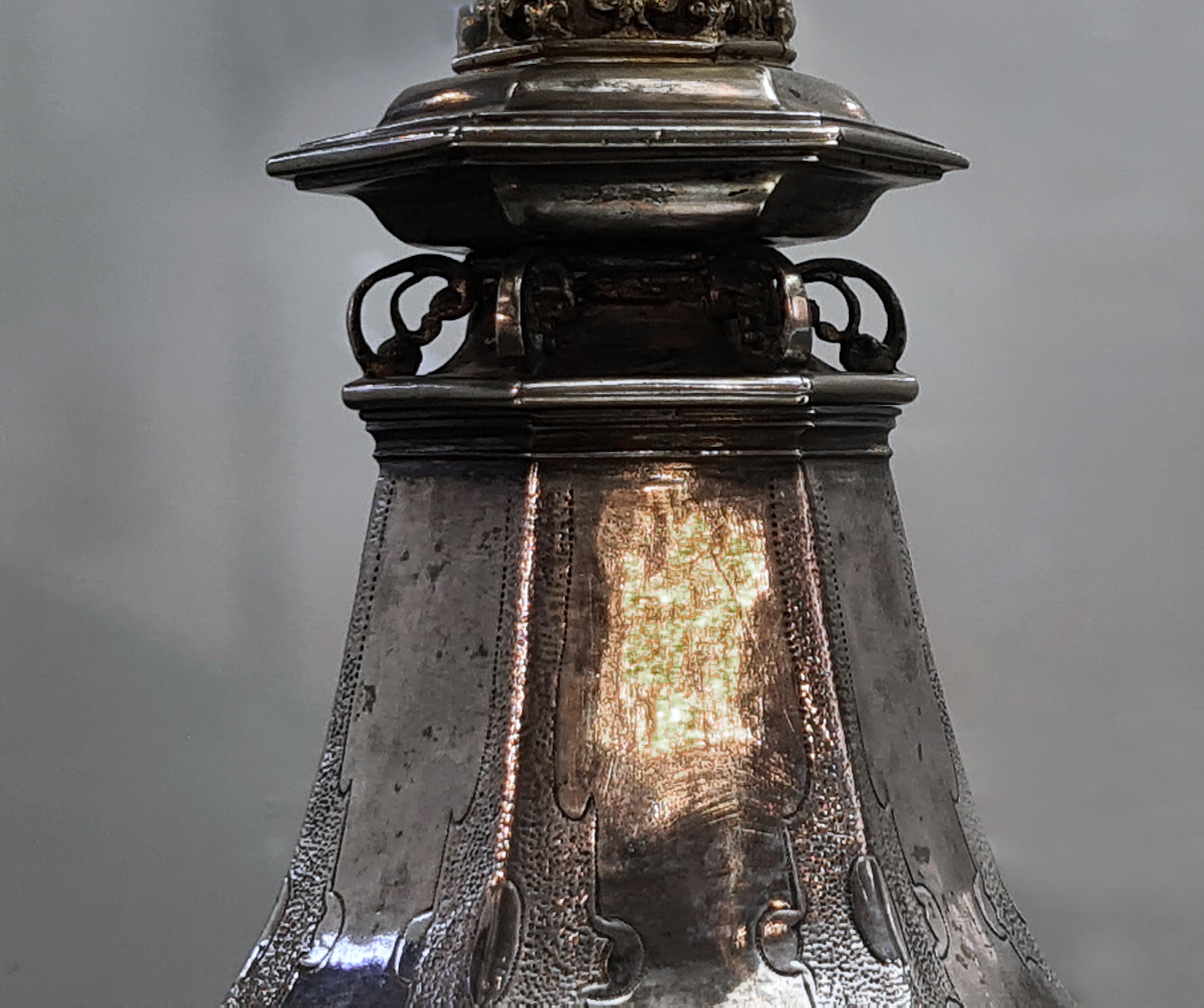
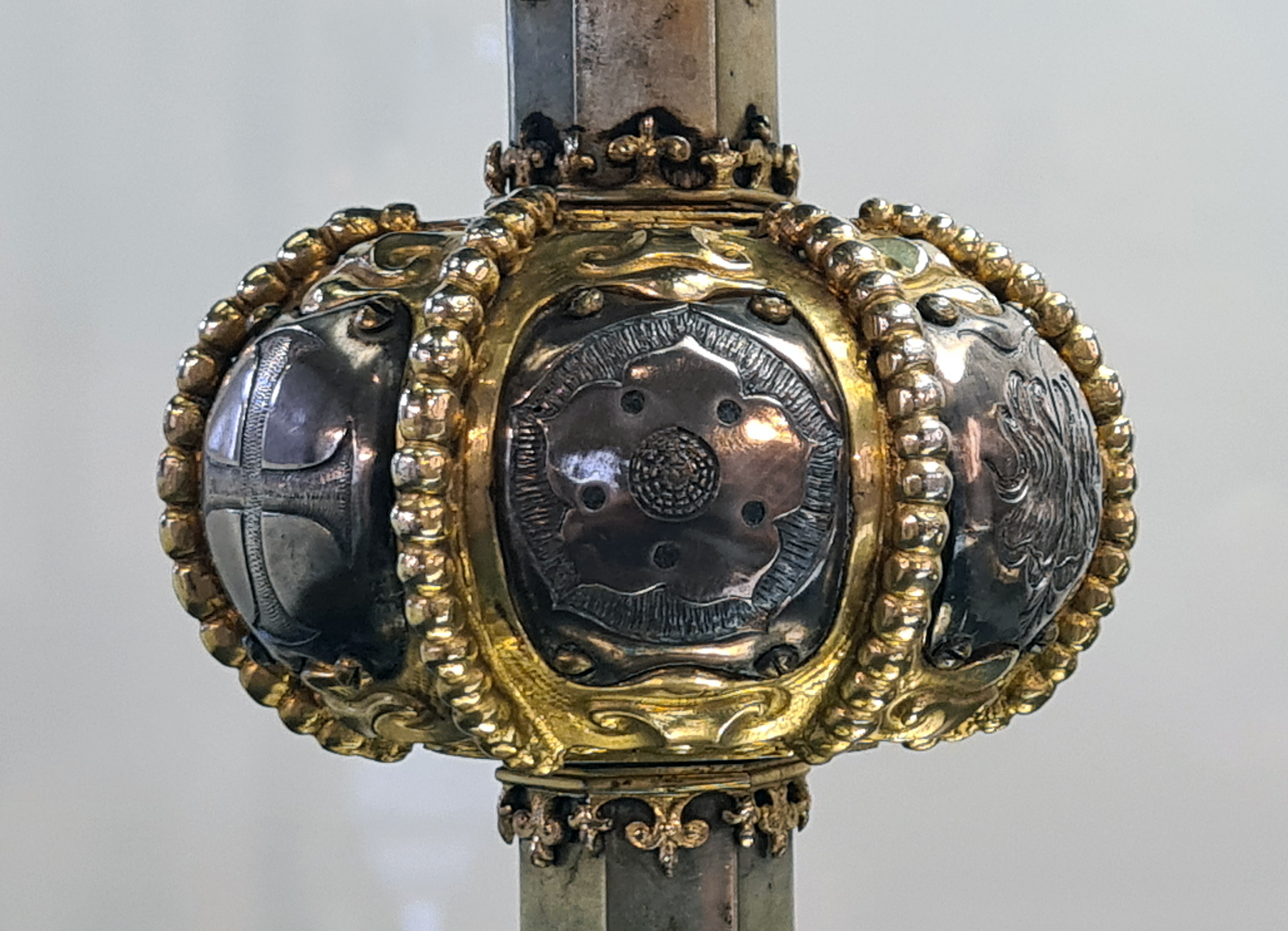
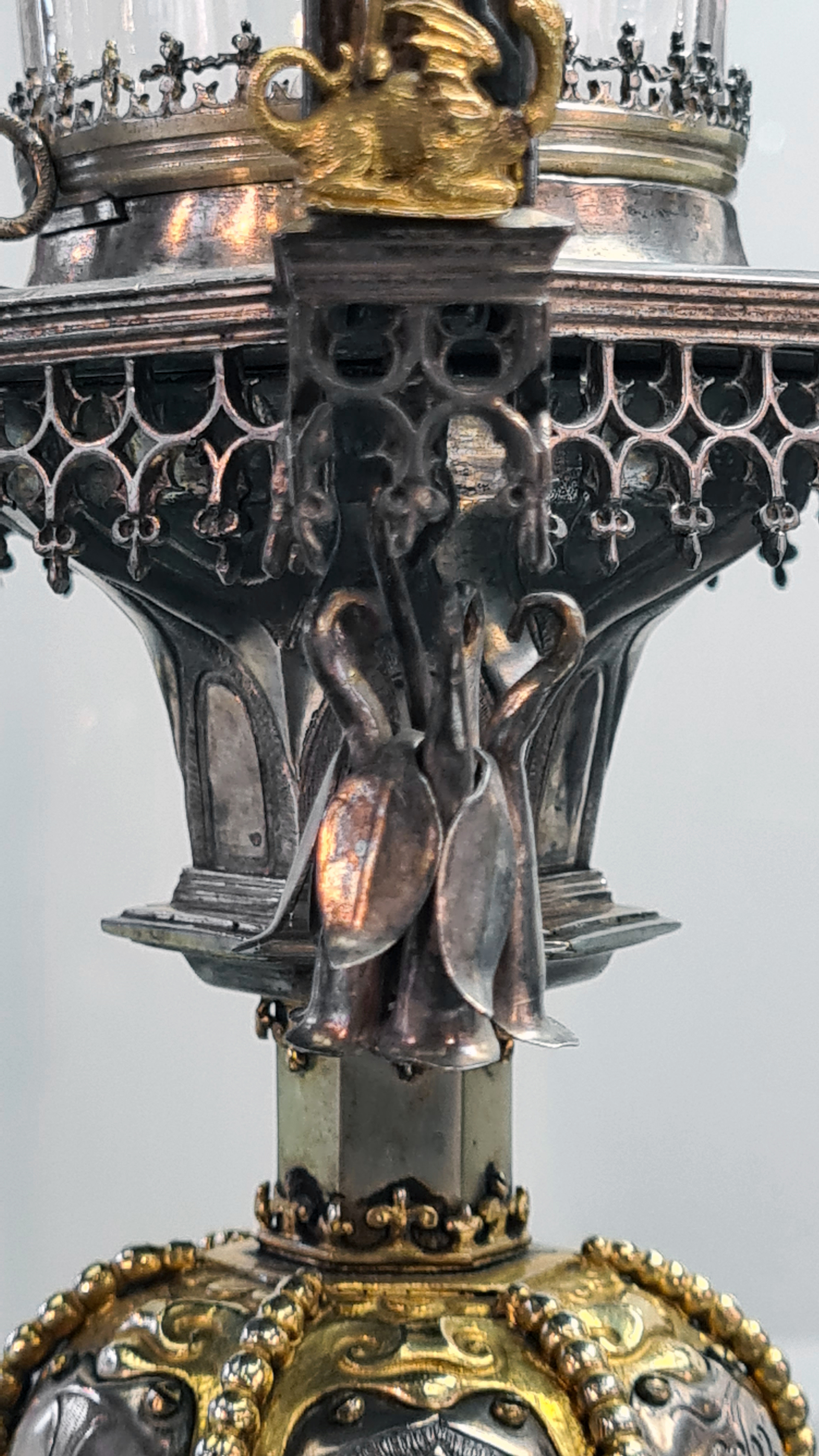
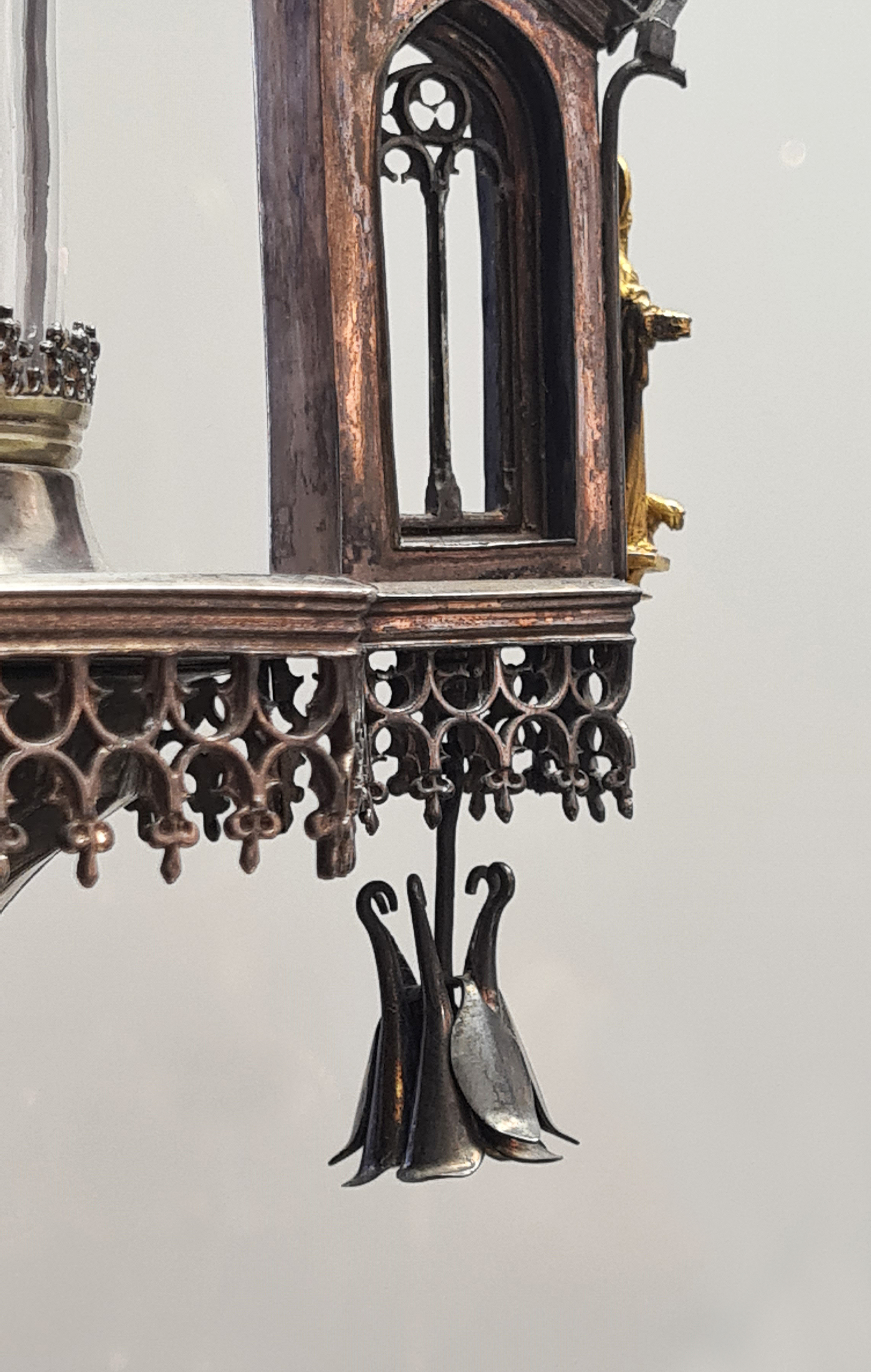
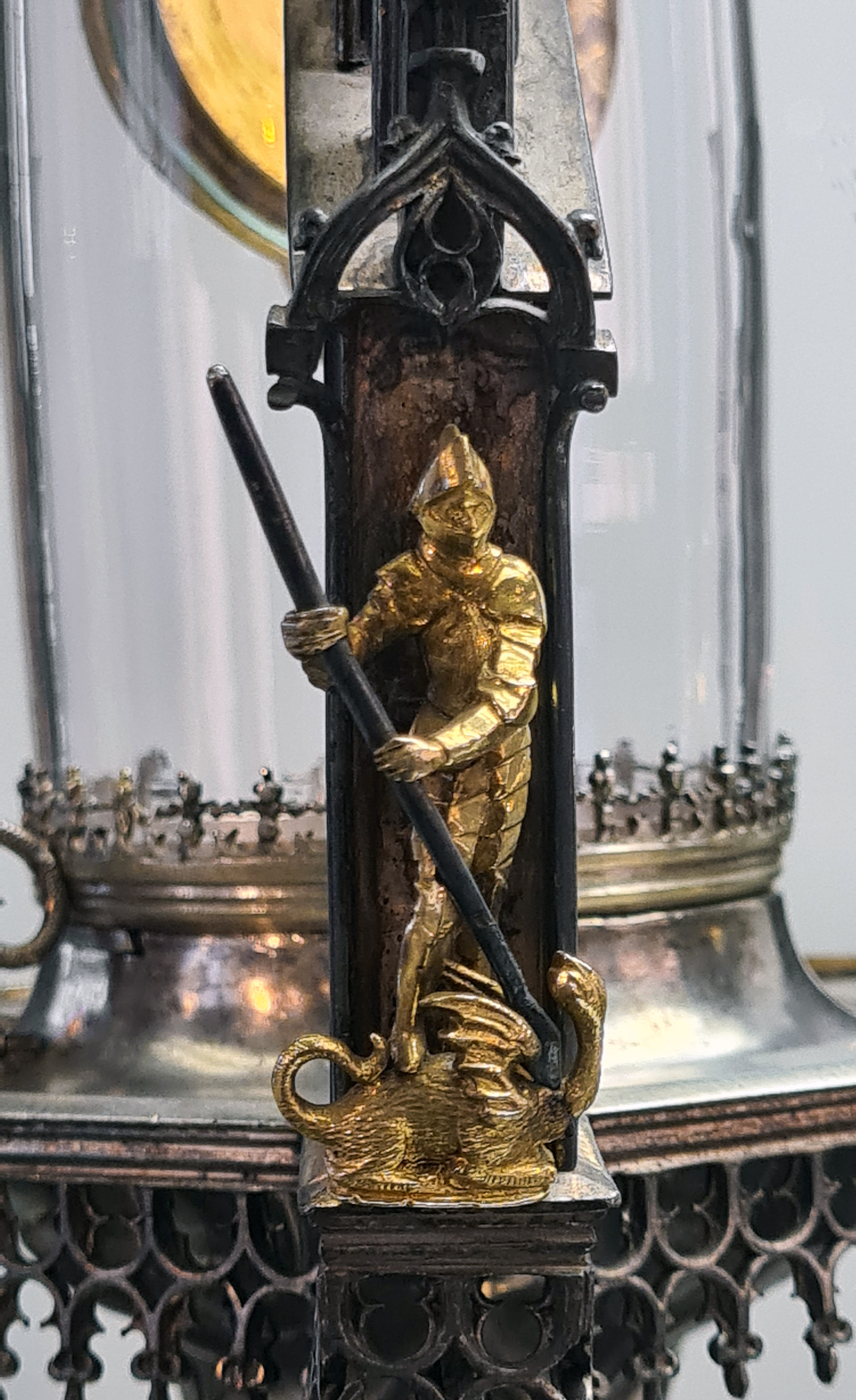
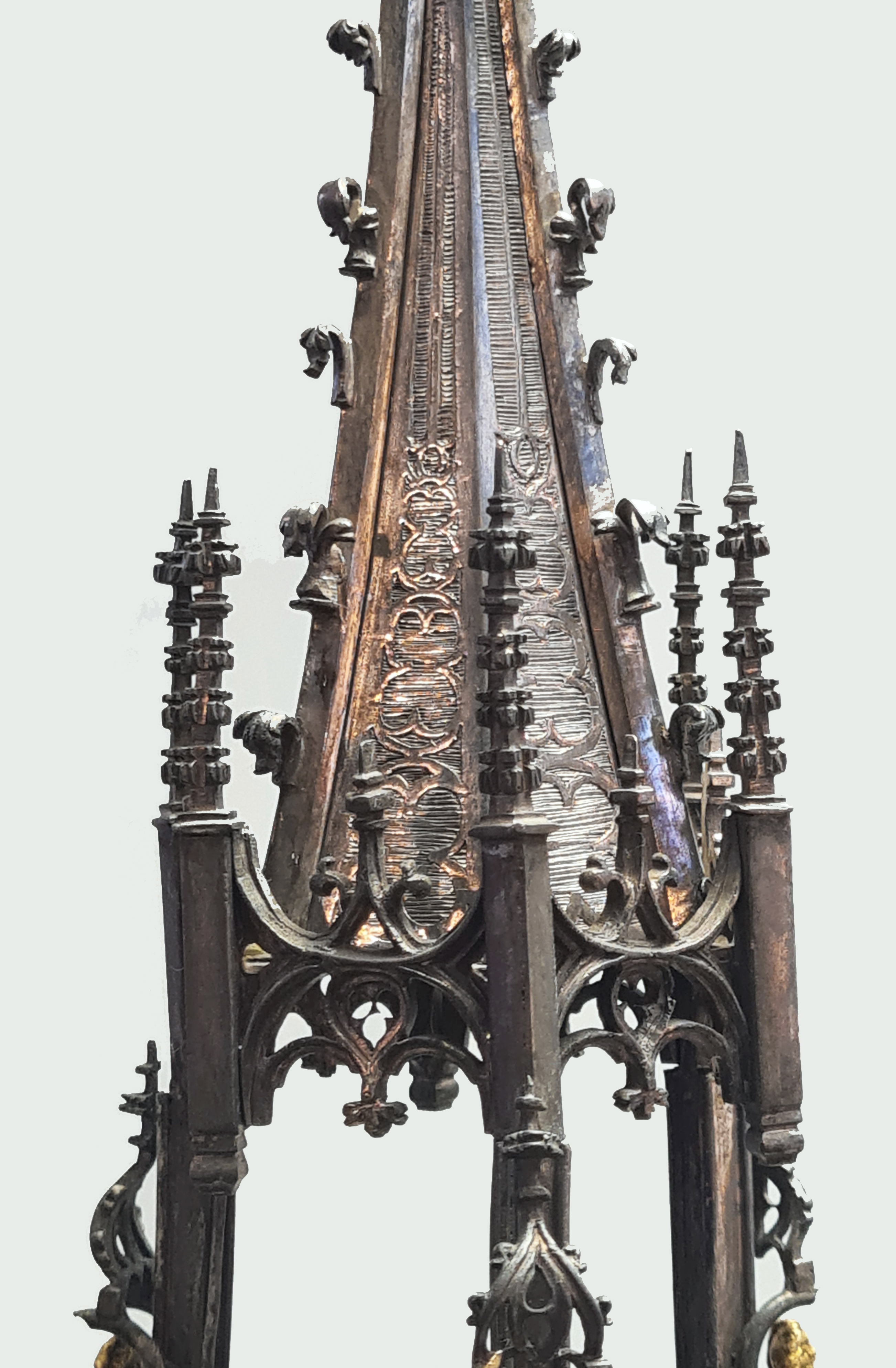
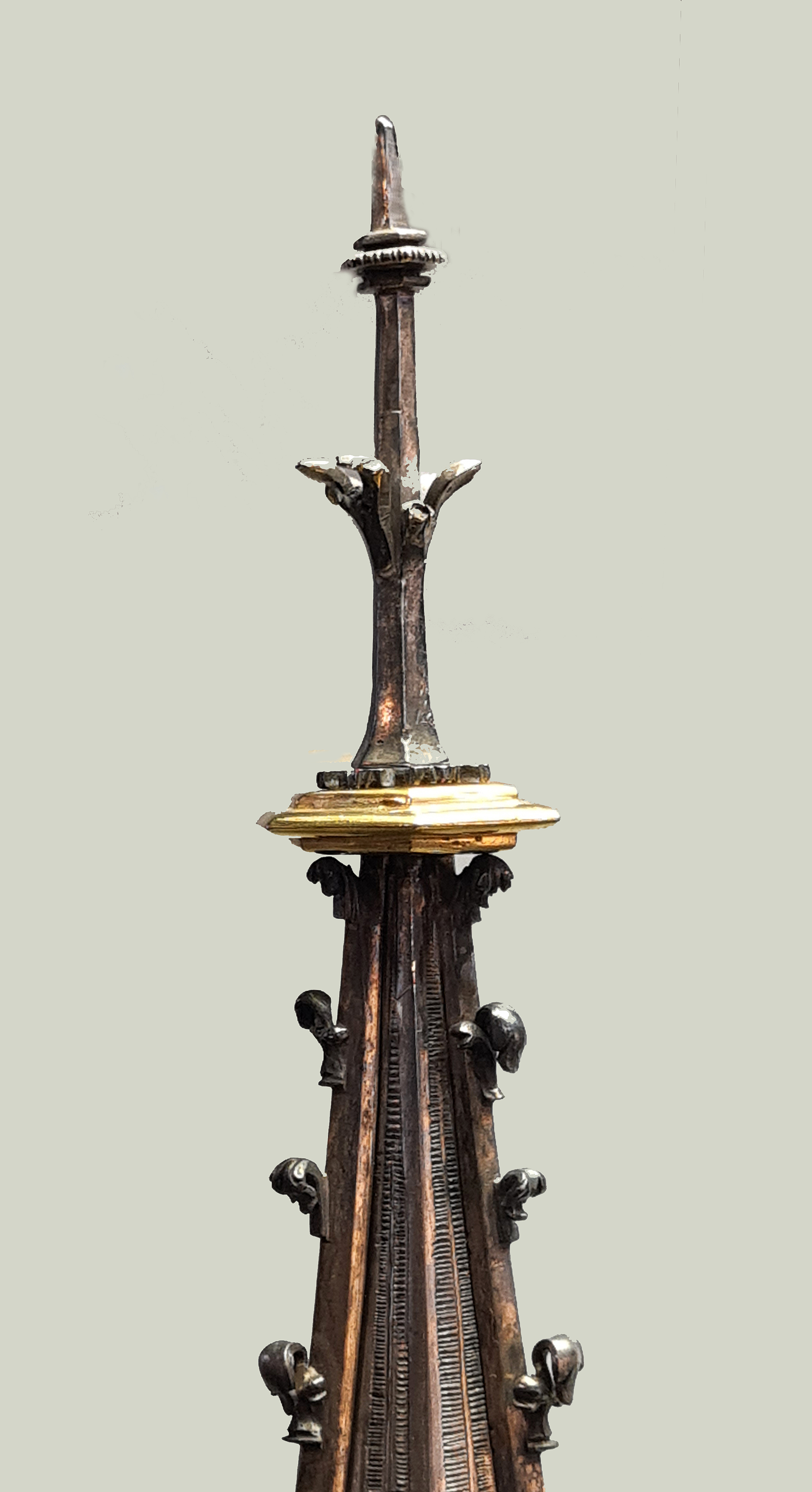

La pièce porte le poinçon de contrôle de la Ville de Strasbourg, ainsi que des armoiries représentant l'aigle bicéphale de l'Empire et la rose de Haguenau. 
Elle connut une histoire mouvementée, en particulier dans les années 1640, puis au moment de la Révolution. 
L'ostensoir a été présenté dans plusieurs expositions, notamment en 1895, 1935, 1948, 1964.
Le 21 février 1967, il est classé au titre objet.

### Gobelet du mois de décembre (Monatsbecher)

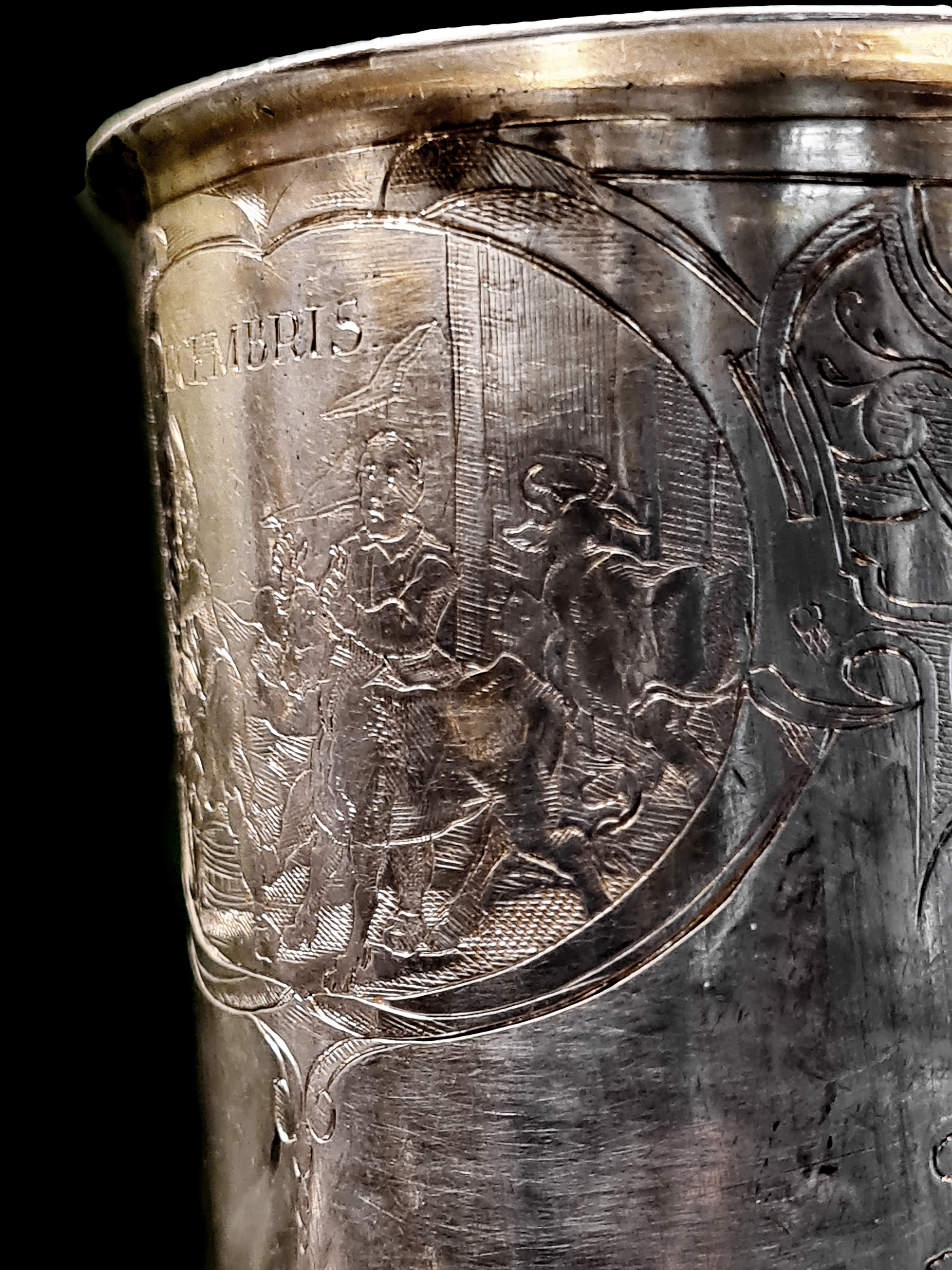
Gobelet du mois de décembre (détail)
Musée de l'Œuvre Notre-Dame.

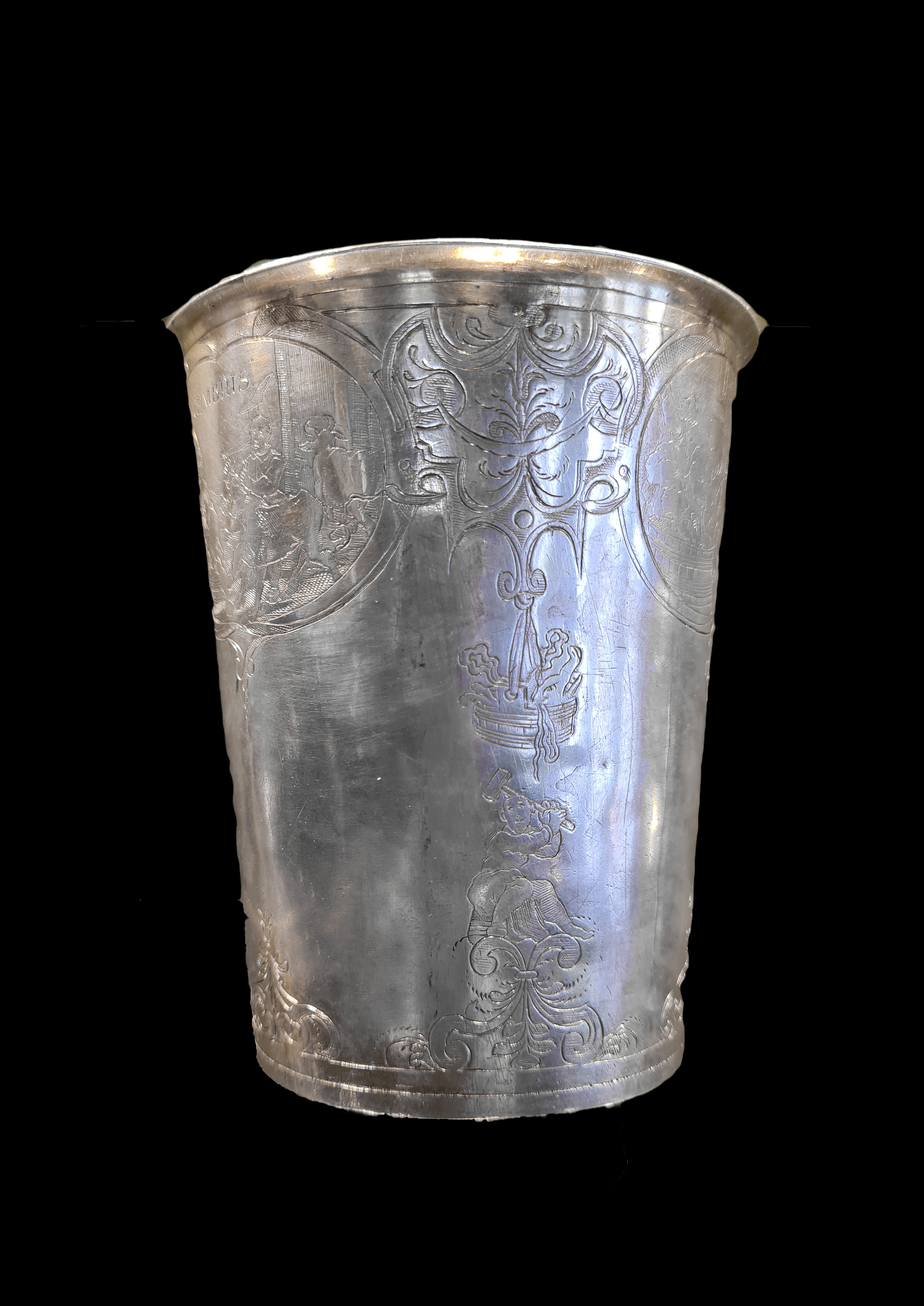
Gobelet du mois de décembre
Musée de l'Œuvre Notre-Dame.

Le musée de l'Œuvre Notre-Dame de Strasbourg possède un « gobelet du mois de décembre » de Jacob Weiss, en argent partiellement doré, probablement réalisé entre 1616 et 1639.
Les Monatsbecher (« gobelets de mois ») constituaient des séries de douze gobelets décorés mettant en scène les activités de chaque mois de l'année. Souvent produits à Nuremberg, on les trouve principalement dans les pays de langue allemande, entre le début du XVIe et le milieu du XVIIe siècle.
La partie supérieure du gobelet de décembre de Jacob Weiss est gravée de trois grands médaillons de cuir découpé représentant un boucher levant son maillet pour tuer un bœuf, un homme saignant un porc dont une femme recueille le sang, trois aides entourant un baquet fumant d'où émergent les pattes du porc. Le même thème est décliné à travers d'autres détails gravés entre les médaillons et dans le bas du gobelet.
La pièce porte le poinçon du maître et le poinçon aux armes de la Ville de Strasbourg sous fleur de lys.

### Chariot à boire tirant trois tonneaux
Après 1616, peut-être vers 1630, Jacob Weiss conçoit un jeu à boire en forme d'attelage de chevaux tirant trois tonneaux. Cette réalisation fait partie des récipients à boire ludiques ou humoristiques (en allemand Trinkspiel ou Scherzgefäß (de)), déclinés sous différents matériaux et formes à la Renaissance.
La pièce, en argent partiellement doré et d'une longueur de 46,6 cm, est constituée d'un chariot à quatre roues, tiré par deux chevaux et chargé de trois tonneaux. Ces fûts sont fixés à un timon creux que l'on remplissait d'alcool et qui était doté d'un robinet permettant de régler l'arrivée de la boisson. Pour vider les tonneaux, le buveur était obligé — à la plus grande joie des autres convives — d'aspirer le liquide par l'embout du timon.
Assis sur le cheval de gauche, le cocher brandit un fouet.

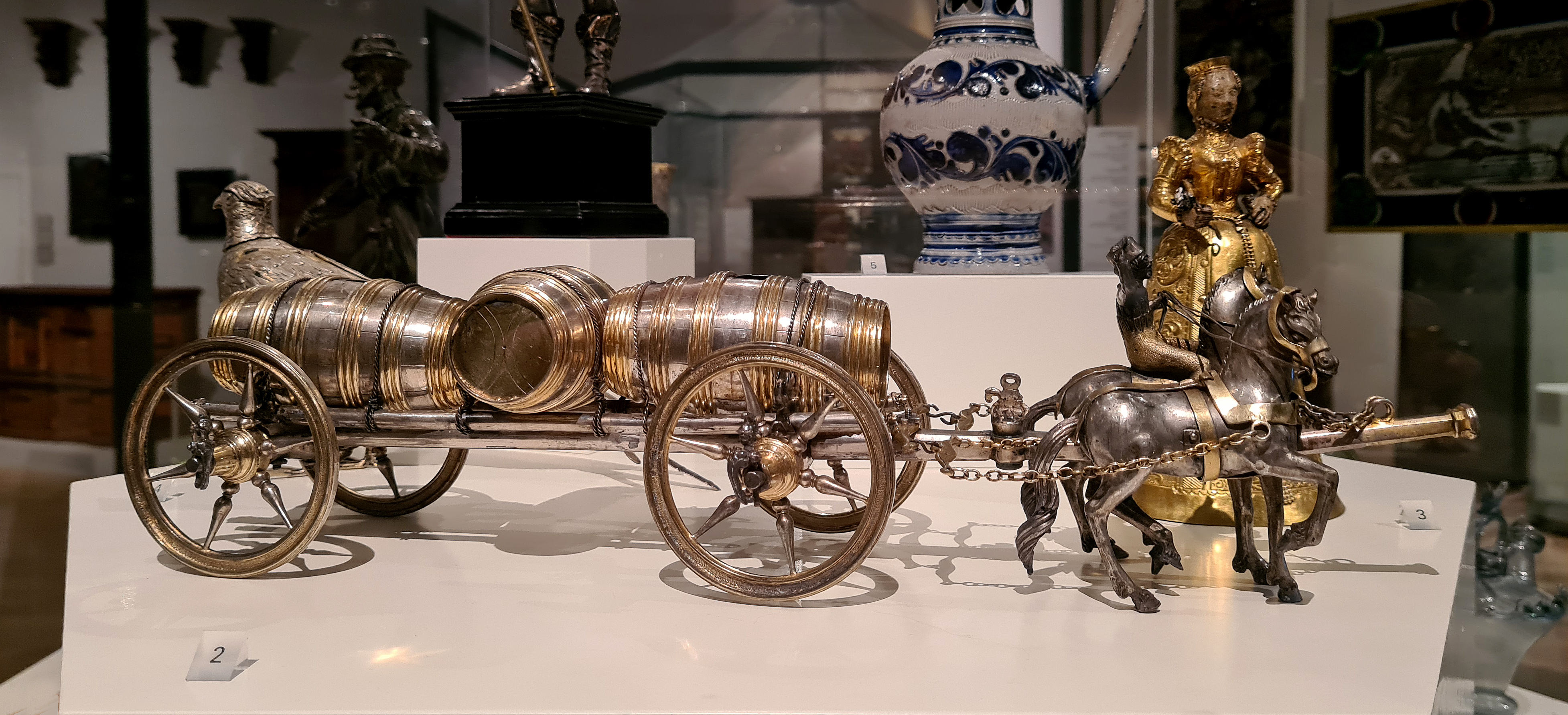
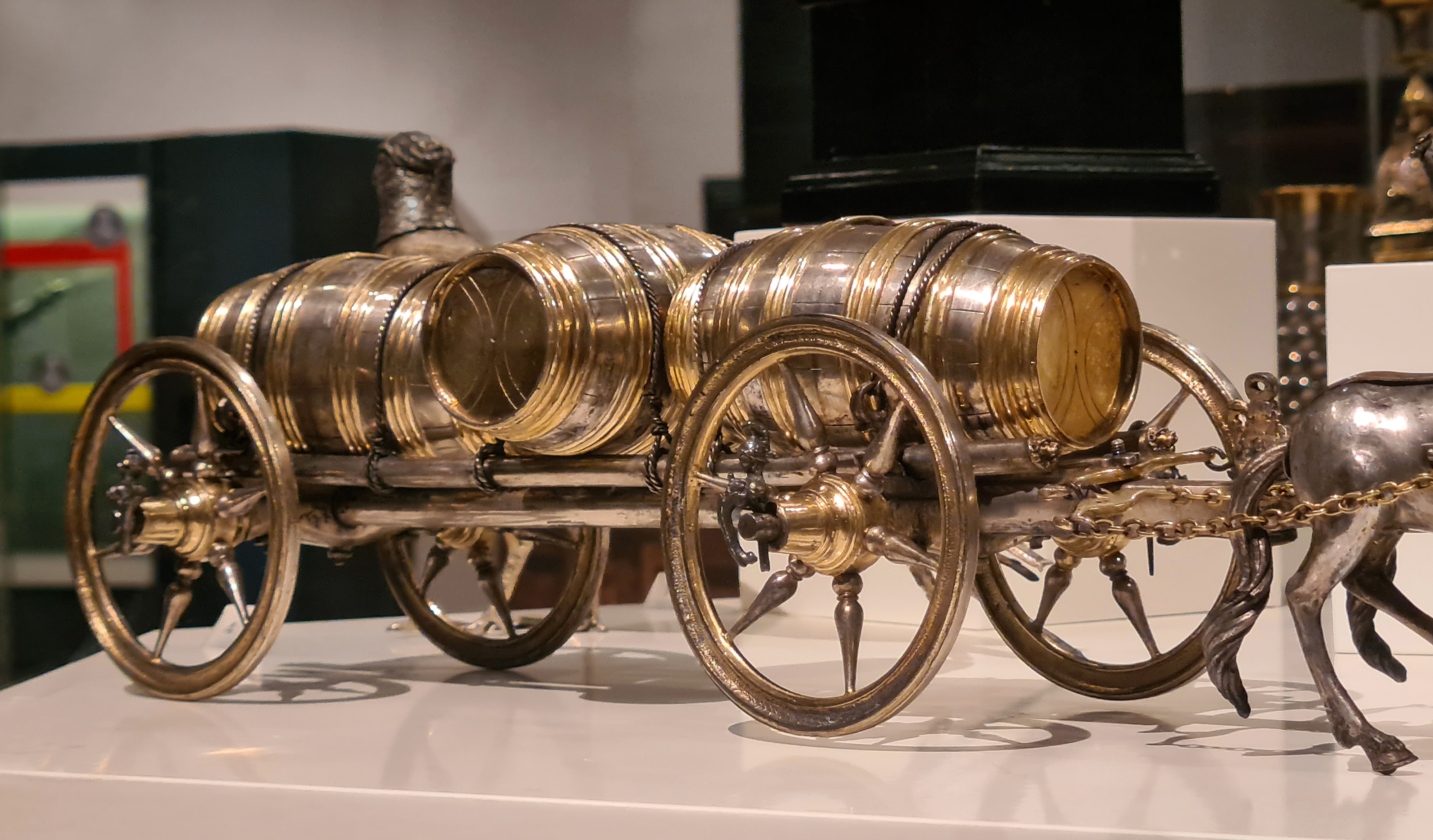
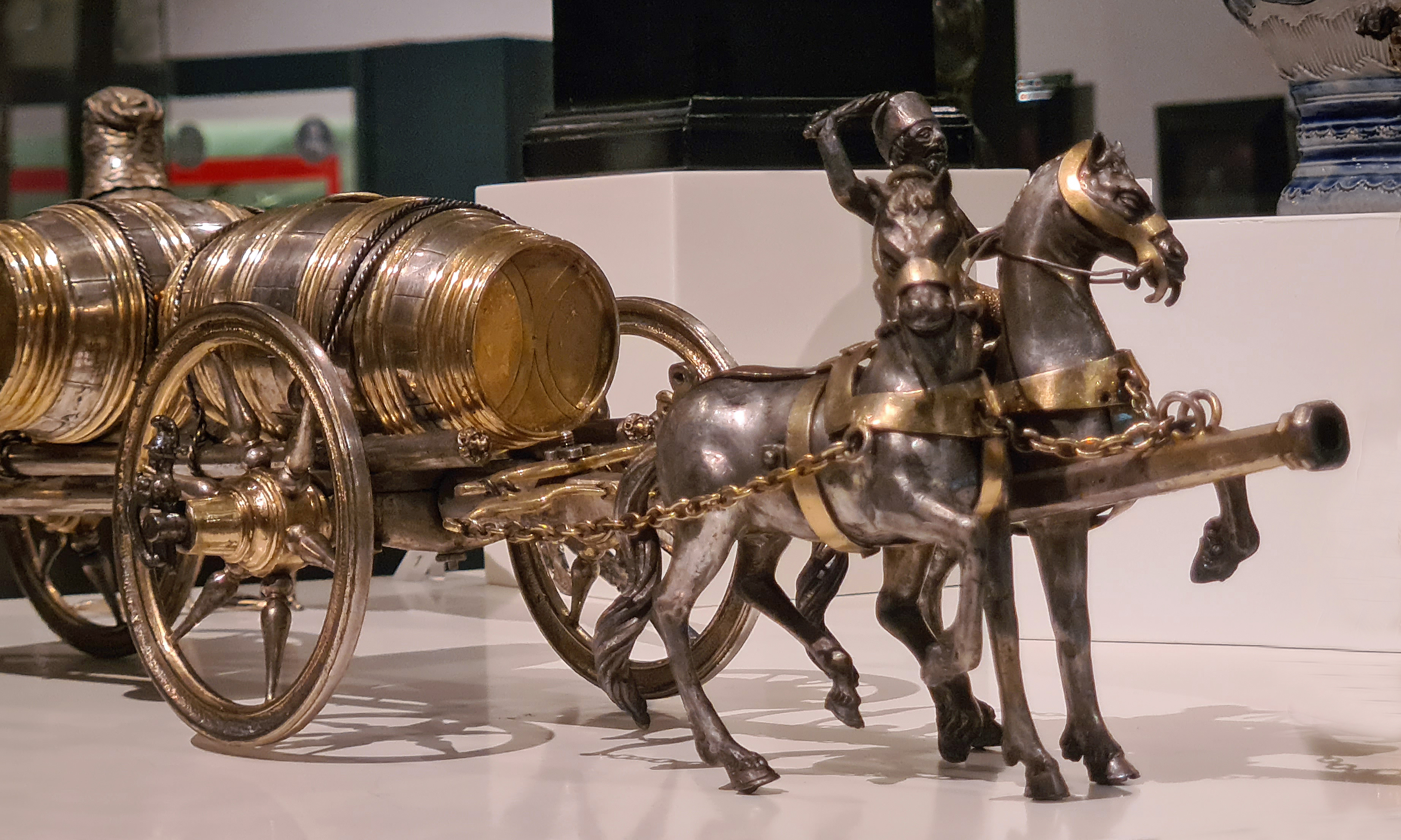
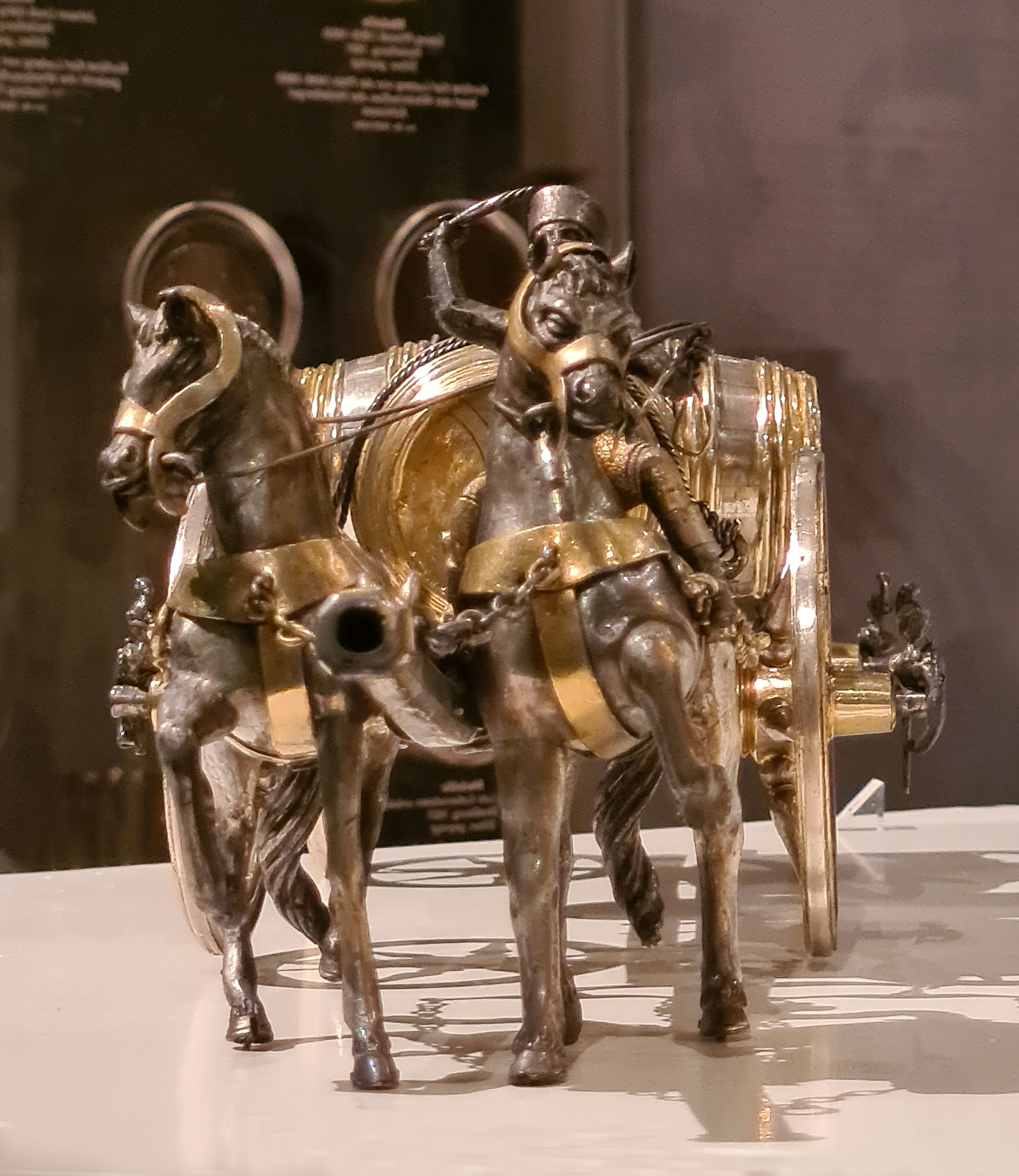

L'ensemble est conservé au Badisches Landesmuseum de Karlsruhe.